# Malaconothrus vilhenarum
Malaconothrus vilhenarum är en kvalsterart som beskrevs av Balogh 1958. Malaconothrus vilhenarum ingår i släktet Malaconothrus och familjen Malaconothridae. Inga underarter finns listade i Catalogue of Life.